# Kvindens rolle i samfundet
Kvindens rolle i samfundet er en dansk dokumentarfilm fra 1975.

## Handling
Samtale mellem Suzanne Brøgger og Thorkild Vanggård.